# Nogen må jo gøre det
|  | Denne artikel er oprettet af botten PalnaBot ud fra en ekstern database. Den kan derfor have sproglige fejl eller mangler. Denne skabelon kan fjernes efter kontrol af indholdet. |

Nogen må jo gøre det er en kortfilm instrueret af Henriette Heise efter manuskript af Henriette Heise.

## Handling
Jord, bil og brakmark.